# Diaphananthe garayana
Diaphananthe garayana är en orkidéart som beskrevs av Dariusz Lucjan Szlachetko och Tomasz Sebastian Olszewski. Diaphananthe garayana ingår i släktet Diaphananthe och familjen orkidéer.
Artens utbredningsområde är Kamerun. Inga underarter finns listade i Catalogue of Life.